# Équipe d'Argentine de rugby à XV à la Coupe du monde 1987
L'équipe d'Argentine a été éliminée en poule lors de la Coupe du monde de rugby 1987, après avoir perdu contre l'équipe de Nouvelle-Zélande. Dans la lutte l'opposant à l'équipe des Fidji et à l'équipe d'Italie, chacune ayant remporté une victoire et concédé une défaite, c'est la différence de points particulière qui a départagé ces trois équipes, permettant aux Fidjiens d'accéder aux quarts de finale. 

## Résultats
(voir également Coupe du monde de rugby 1987)
Dans la poule C de la phase qualificative, de ses trois matches, l'Argentine en gagne un et en perd deux. Elle marque 49 points (4 essais dont 3 transformés et 9 pénalités), et en concède 90.

### Poule C
Calendrier des matches de l'Argentine :
- 24 mai : Fidji 28-9 Argentine (4 essais à 1);
- 28 mai : Argentine 25-16 Italie (2 essais à 2);
- 1er juin : Nouvelle-Zélande 46-15 Argentine (6 essais à 1).

Pour départager les équipes d'Argentine, des îles Fidji et d'Italie chacune nantie d'une victoire, on considère le mini-championnat que constituent les trois matches les concernant :
- 31 mai : Fidji 15-18 Italie (1 essai à 3)

Calcul de la différence de points de chaque équipe :
Argentine : -28+9+25-16= - 10
Fidji : 28-9+15-18= + 16
Italie : -25+16-15+18= - 6
L'Argentine est troisième de ce mini-championnat et donc quatrième de son groupe, ne se qualifie pas. Les Fidji sont qualifiés.

### Marqueurs d'essais argentins
- Juan Lanza 2 essais
- Fabio Gomez, Gabriel Travaglini 1 essais

### Meilleur réalisateur argentin
- Hugo Porta 33 points

## L'équipe d'Argentine quatrième de poule
Les joueurs ci-dessous, répartis par postes, ont participé à cette Coupe du monde 1987. Les noms en gras sont ceux des joueurs les plus souvent titularisés. Le nombre d'essais marqués est aussi indiqué.

### Première ligne
- Diego Cash (3 matches, 3 comme titulaire)
- Serafín Dengra (2 matches, 2 comme titulaire)
- Luis Molina (3 matches, 3 comme titulaire)
- Fernando Morel (1 match, 1 comme titulaire)

### Deuxième ligne
- Eliseo Branca (3 matches, 3 comme titulaire)
- S. Carossio (2 matches, 2 comme titulaire)
- G.E. Milano (1 match, 1 comme titulaire)

### Troisième ligne
- Jorge Allen (3 matches, 3 comme titulaire)
- Gabriel Travaglini (3 matches, 3 comme titulaire, 1 essai)
- A.M. Schiavio (2 matches, 2 comme titulaire)
- J. Mostany  (1 match, 1 comme titulaire)

### Demi de mêlée
- Fabio Gómez (3 matches, 2 comme titulaire, 1 essai)
- Martín Yangüela (1 match, 1 comme titulaire)

### Demi d’ouverture
- Hugo Porta (3 matches, 3 comme titulaire) 3 fois capitaine

### Trois quart centre
- Diego Cuesta Silva (2 matches, 2 comme titulaire)
- Rafael Madero (2 matches, 2 comme titulaire)
- Fabian Turnes (2 matches, 2 comme titulaire)

### Trois quart aile
- Marcelo Campo (2 matches, 2 comme titulaire)
- Juan Lanza (3 matches, 3 comme titulaire, 2 essais)
- Pedro Lanza (2 matches, 1 comme titulaire)

### Arrière
- Guillermo Angaut (1 match, 1 comme titulaire)
- Sebastian Salvat (2 matches, 2 comme titulaire)